# Agent blanc
L’agent blanc est un nom de code d'un puissant herbicide et défoliant utilisé par l'armée américaine dans le cadre du programme Herbicidal warfare (en) durant la guerre du Viêt Nam.
Le nom vient de la bande blanche peinte sur les barils pour en identifier le contenu. Il était l'un des « herbicides arc-en-ciel » dont faisait partie le célèbre agent orange.
L'agent blanc est un mélange à 4 pour 1 de 2,4-D et de Picloram (en) (également connu sous le nom commercial de Tordon 101). Au contraire de l'agent orange, l'agent blanc ne contient pas de dioxines, qui avaient été introduites dans les autres défoliants via l'acide 2,4,5-trichlorophénoxyacétique (2,4,5-T). Néanmoins, il apparait que le Picloram était contaminé par de l'hexachlorobenzène (HCB) et des nitrosamines, tous deux étant des cancérigènes notoires.
Au milieu des années 1980, Dow Chemical a été contraint de recertifier le Picloram après avoir fortement réduit la quantité de ces deux contaminants.